# Supernature (álbum de Cerrone)
Supernature es un álbum de estudio de Cerrone, grabado en 1977, en Francia por el sello Malligator Label. Es conocido también como Cerrone III, dado que es el tercer álbum de Cerrone, quién nombró a todos sus álbumes con un número.

## Lista de temas
1. «Supernature» 10:20
2. «Sweet Drums» 3:30
3. «In The Smoke» 4:40
4. «Give Me Love» 6:10
5. «Love Is Here» 5:20
6. «Love Is The Answer» 6:00

## Información adicional
Todas las canciones están escritas por Alain Wisniak y Marc Cerrone, excepto Sweet Drums escrito solo por Cerrone. De este álbum se editaron dos sencillos: «Supernature» y «Give Me Love». «Supernature» es uno de los temas más conocidos de Cerrone y contó con varias versiones como la de Erasure.
Fue remezclado en 1996 por Danny Tenaglia. 